# “五卅”烈士墓遗址
“五卅”烈士墓遗址，位于上海市虹口区广中路街道的新同心路1号处，是“五卅”烈士墓被毁前的所在位置。该墓原为在五卅运动中的死难者而建，共计征集了25具死难者遗体。该墓与1932年被日军毁坏，1938年被日军爆破拆除，烈士遗骸被葬至他处。中华人民共和国成立后，该地被多次挪用，仅余一座纪念地点。1959年和2014年，“五卅”烈士墓遗址先后两次被公布为上海市文物保护单位。

## 历史
1925年5月15日，日商违背了之前与工人签订的协议，强行关停了上海日商内外棉七厂。该厂工人随即举行抗议活动，日方在活动中对示威工人开枪射击，当场打伤该厂工人、中国共产党党员顾正红，致使顾正红于次日下午两点在上海市同仁医院去世。该事件随即成为五卅运动的导火索。5月30日，上海公共租界当局在南京路枪击参加游行示威的工人和学生，直接导致13人死亡，数十人重伤，是为五卅惨案。此后至6月10日，租界当局和日方先后制造了8起枪击案。在五卅运动期间的死者由此达到了60余人，其中32人被列入了后来的死伤调查表中。6月30日，上海追悼五大死难烈士大会结束之后，上海各界成立了“五卅烈士丧葬筹备处”，筹建烈士公墓。1926年3月底，筹备处购买了闸北方家木桥北首阙五图地基，该地面积为十亩零七分三厘五毫。当年5月29日墓地举行了奠基典礼并正式动工，1928年春天修建完成，随即登报搜寻五卅死难者遗骸。当年5月30日，五卅烈士墓举行了落成典礼，此时烈士墓共计葬入了25名死难者，分别为：何秉彝、陈虞钦、顾正红、尹景伊、王纪福、邬金华、唐良生、石松盛、金念七、杨连发、蔡阿根、谈金福、徐桂生、魏国平、罗文照、谈海根、詹仲炳、陈兆长、朱和尚、傅芳贵、王奎宝、陈兴发、徐洛逢、王芸生、姚顺庆。:367-368
烈士墓建成之后，大量上海市民前来凭吊。1932年一·二八事变时，烈士墓被日军破坏。抗日战争爆发后，1938年，日军为修建白川纪念塔，爆破拆除了五卅烈士墓，部分烈士遗骸被移葬至大场公墓。抗日战争胜利后，原五卅烈士墓所在地被大华农场所占。中华人民共和国成立后，1950年，上海市民政局在五卅烈士墓原址修建了顾正红烈士墓，之后又将该墓迁葬入上海市烈士陵园。修建顾正红烈士墓时，施工人员发现了“五卅殉难烈士墓碑”的两块残碑。此后该地被多次转让。1959年，五卅烈士墓被公布为上海市文物保护单位，级别为乙级，之后被撤销。1964年3月，五卅烈士墓原址出土了已经断裂的五卅殉难烈士碑。1987年11月17日被公布为上海市革命纪念地。2014年4月4日，“五卅”烈士墓遗址被调整为上海市文物保护单位。:368

## 原结构
“五卅”烈士墓位于今上海市虹口区广中路街道的新同心路1号处，墓园在被毁之前呈长方形，南北长80米，东西长90米，周边筑有围墙。院内有碑塔、墓体等纪念建筑。大门在正南偏西处。墓地正中偏南矗立一座纪念碑塔，碑塔下方的基座底边每边长13米，四周有台阶可登至碑塔旁。碑塔正南面刻有谭延闿手书“来者勿忘”四字；其中一个侧面刻有烈士名单和碑文，共计23行1094字；另一个侧面写有捐建公墓的人员名单。碑塔四角各有一个醒狮雕塑，顶部立有避雷针。碑塔北侧的墓园中部偏北位置为墓体，南北长18米，东西长21米。正中为圆拱形墓顶，直径4.5米，墓顶前有“五卅殉难烈士之墓”的墓碑，高2.5米，底宽1.5米。墓顶上方有一只高7.5米的雄鸡雕塑。